# Heterolocha niphonica
Heterolocha niphonica là một loài bướm đêm trong họ Geometridae.